# Limnophora idiina
Limnophora idiina är en tvåvingeart som först beskrevs av Thomson 1869.  Limnophora idiina ingår i släktet Limnophora och familjen husflugor. Inga underarter finns listade i Catalogue of Life.